# Санкова Крістіна
Крісті́на Са́нкова (* 1996) — українська художня гімнастка.

## З життєпису
Народилась 1996 року.
Брала участь у Чемпіонаті Європи серед юніорів 2010 року та посіла 12 місце — фінал багатоборства. Брала участь у Кубку світу 2012 року в Котбусі, де фінішувала 6-ю у фіналі зі стрибків. Змагалася на чемпіонаті Європи 2012 року разом з Євгенією Черній, Аліною Фоменко, Наталією Кононенко та Марією Лівчиковою, команда посіла 10 місце. Виграла бронзову медаль у вільних вправах на Кубку світу FIG в Остраві після Барбари Ачондо Андіно та Лізи Екер.
Виступала на Кубку Стелли Захарової 2013, де виграла бронзову медаль у багатоборстві після Алії Мустафіної та Анни Дементьєвої. Також завоювала золоту медаль на колоді та срібну медаль у вільних вправах. Потім вона брала участь у Чемпіонаті Європи 2013 року та посіла 8 місце у фіналі вольових вправ. На Кубку світу FIG в Осієку виграла бронзову медаль на колод та срібну медаль у силових вправах. Брала участь у Чемпіонаті світу 2013 року, де посіла 10 місце на колоді у кваліфікації, що зробило її другою резервною для фіналу змагань.
Виступала на чемпіонаті Європи 2014 року разом з Яною Федоровою, Ангеліною Кислою, Олесею Сазоновою та Оленою Васильєвою, команда посіла 18 місце. Змагалася на Чемпіонаті світу 2014 року із Федоровою, Кислою, Сазоновою, Анастасією Ільницькою та Дар'єю Матвєєвою, де вони фінішували 27-ми. На «Sokol Grand Prix» 2014 змагалася із Максимом Семянківим, вони виграли командну золоту медаль.
Брала участь у Чемпіонаті Європи 2015 року і пройшла кваліфікацію до фіналу багатоборства, де посіла 23 місце. Потім змагалася на Європейських іграх 2015 року разом з Ангеліною Кислою та Яною Федоровою, посіли 14 місце в командних змаганнях.